# النشاط الطلابي في جامعة كولومبيا
النشاط الطلابي في جامعة كولومبيا شهدت جامعة كولومبيا في مدينة نيويورك ، نيويورك ، العديد من حالات الاحتجاجات الطلابية، وخاصة تلك التي بدأت في أواخر القرن العشرين.

### حفل التخرج المشاغب عام 1811
تم إلغاء حفل التخرج لعام 1811 في منتصف إجراءاته بعد أن رفض جون ب. ستيفنسون، وهو أحد كبار الخريجين، إجراء تعديلات على خطاب دعا إلى المزيد من الديمقراطية المباشرة في الحكم الجمهوري. تم رفض منح ستيفنسون شهادته، وتحول الطلاب والجمهور إلى حفلة على المسرح، وهم يصرخون ويسخرون منهم. تم استدعاء الشرطة، ولم يتم منح درجة الماجستير في الآداب، ولم يتم إلقاء خطاب الوداع.

### احتجاجات عام 1936 ضد النازيين
في عام 1936، قاد روبرت بيرك من كلية كولومبيا دفعة 1938 مظاهرة خارج قصر الرئيس نيكولاس موراي بتلر للاحتجاج على العلاقة الودية بين كولومبيا والنازيين. تم طرد بيرك ولم يُسمح له بالعودة مرة أخرى أبدًا. ثم قاد 80 ألف عامل في إضراب الصلب الصغير عام 1937. اعتبارًا من 2018 ولم تعتذر الجامعة عن طرده.

### احتجاجات عام 1968
بادر الطلاب إلى تنظيم مظاهرة كبرى في عام 1968 بسبب قضيتين رئيسيتين. كان المشروع الأول هو صالة الألعاب الرياضية التي اقترحتها جامعة كولومبيا في منتزه مورنينجسايد المجاور، والتي يُنظر إليها على أنها منشأة منفصلة، مع وصول محدود للسكان السود في حي هارلم المجاور. وكانت القضية الثانية هي فشل إدارة كولومبيا في الانسحاب من عضويتها المؤسسية في معهد التحليلات الدفاعية، وهو مركز أبحاث الأسلحة التابع للبنتاجون. تحصن الطلاب داخل مكتبة لو، وقاعة هاملتون، والعديد من المباني الجامعية الأخرى أثناء الاحتجاجات، وتم استدعاء شرطة مدينة نيويورك إلى الحرم الجامعي لاعتقال الطلاب أو إخراجهم بالقوة.
حققت الاحتجاجات هدفين من الأهداف المعلنة. انفصلت جامعة كولومبيا عن رابطة أطباء الأسنان الأمريكية وألغت خططها لبناء صالة الألعاب الرياضية المثيرة للجدل، وقامت بدلاً من ذلك ببناء مركز للياقة البدنية تحت الأرض تحت الطرف الشمالي للحرم الجامعي. تقول أسطورة شائعة أن خطط الصالة الرياضية استخدمت في نهاية المطاف من قبل جامعة برينستون لتوسيع مرافقها الرياضية، ولكن بما أن صالة جادوين للألعاب الرياضية كانت مكتملة بنسبة 50% بحلول عام 1966 (عندما تم الإعلان عن صالة كولومبيا للألعاب الرياضية) فمن الواضح أن هذا غير صحيح. أوقفت إدارة جامعة كولومبيا ما لا يقل عن 30 طالبا عن الدراسة نتيجة للاحتجاجات. غادر العديد من طلاب دفعة 1968 حفل تخرجهم ونظموا حفل تخرج مضاد في ساحة لو بلازا مع نزهة أعقبتها في حديقة مورنينج سايد، المكان الذي بدأت فيه الاحتجاجات. "بيان الفراولة" ، وهو كتاب غير روائي كتبه ناشط طلابي، جعل جمهورًا أوسع نطاقًا على دراية بالاحتجاجات. أضرت الاحتجاجات بجامعة كولومبيا مالياً حيث اختار العديد من الطلاب المحتملين الالتحاق بجامعات أخرى ورفض بعض الخريجين التبرع بالمال للمدرسة.

### احتجاجات ضد العنصرية والفصل العنصري
كانت الاحتجاجات الطلابية الإضافية، بما في ذلك الإضراب عن الطعام والمزيد من الحواجز أمام قاعة هاملتون وكلية إدارة الأعمال خلال أواخر السبعينيات وأوائل الثمانينيات، تهدف إلى إقناع أمناء الجامعة بالتخلص من جميع استثمارات الجامعة في الشركات التي يُنظر إليها على أنها داعمة نشطة أو ضمنية لنظام الفصل العنصري في جنوب إفريقيا. قد حدث ارتفاع ملحوظ في الاحتجاجات في عام 1978، عندما قام الطلاب بمسيرات ومظاهرات احتجاجية في أعقاب الاحتفال بالذكرى العاشرة لانتفاضة الطلاب في عام 1968، احتجاجًا على استثمارات الجامعات في جنوب أفريقيا. انضمت لجنة مناهضة الاستثمار في جنوب أفريقيا (CAISA) والعديد من المجموعات الطلابية بما في ذلك لجنة العمل الاشتراكي ومنظمة الطلاب السود ومجموعة الطلاب المثليين معًا ونجحت في الضغط من أجل أول سحب جزئي للاستثمار من جامعة أمريكية.
ركزت عملية سحب الاستثمارات الأولية (والجزئية) من كولومبيا بشكل كبير على السندات والمؤسسات المالية التي كانت مرتبطة بشكل مباشر بالنظام في جنوب إفريقيا. وقد جاء ذلك في أعقاب حملة استمرت لمدة عام بدأها في البداية الطلاب الذين عملوا معًا لمنع تعيين وزير الخارجية الأمريكي الأسبق هنري كيسنجر في منصب أستاذ مفوض في الجامعة في عام 1977.
بدعم واسع النطاق من مجموعات الطلاب والعديد من أعضاء هيئة التدريس، نظمت لجنة مكافحة الاستثمار في جنوب أفريقيا دورات تعليمية ومظاهرات على مدار العام ركزت على علاقات الأمناء بالشركات التي تتعامل تجارياً مع جنوب أفريقيا. وقد تم حصار اجتماعات مجلس الأمناء ومقاطعتها بالمظاهرات التي بلغت ذروتها في مايو 1978 بالاستيلاء على كلية الدراسات العليا للأعمال.

### كولومبيا غير لائقة
في أوائل العقد الأول من القرن الحادي والعشرين، قام البروفيسور جوزيف مسعد بعقد دورة اختيارية في جامعة كولومبيا بعنوان "السياسة والمجتمعات الفلسطينية والإسرائيلية". وشعر الطلاب بأن الآراء التي تبناها في الدورة كانت معادية لإسرائيل، وحاول بعضهم تعطيل فصله الدراسي وطرده. في عام 2004، اجتمع الطلاب مع مجموعة الحرم الجامعي المؤيدة لإسرائيل " مشروع ديفيد" وأنتجوا فيلمًا بعنوان "كولومبيا غير لائقة" ، متهمين مسعد واثنين من الأساتذة الآخرين بترهيب الطلاب الذين لديهم آراء مؤيدة لإسرائيل أو معاملتهم بشكل غير عادل. أدى الفيلم إلى تعيين لجنة من قبل بولينغر والتي برأت الأساتذة في ربيع عام 2005. مع ذلك، انتقد تقرير اللجنة إجراءات التظلم غير الكافية في كولومبيا.

### جدل حول خطاب أحمدي نجاد
توجه مدرسة الشؤون الدولية والعامة دعوات إلى رؤساء الدول ورؤساء الحكومات الذين يأتون إلى مدينة نيويورك لحضور افتتاح الدورة الخريفية للجمعية العامة للأمم المتحدة. في عام 2007، كان الرئيس الإيراني محمود أحمدي نجاد أحد المدعوين للتحدث في الحرم الجامعي. قبل أحمدي نجاد الدعوة وتحدث في 24 سبتمبر 2007، كجزء من منتدى قادة العالم بجامعة كولومبيا. وقد ثبت أن الدعوة مثيرة للجدل إلى حد كبير. واحتشد مئات المتظاهرين في الحرم الجامعي في 24 سبتمبر/أيلول، وتم بث الخطاب نفسه على شاشات التلفزيون في جميع أنحاء العالم. حاول رئيس الجامعة لي سي. بولينغر التخفيف من حدة الجدل بالسماح لأحمدي نجاد بالتحدث، ولكن مع مقدمة سلبية (قدمها بولينغر شخصياً). ولكن هذا لم يهدئ من روع أولئك الذين كانوا مستائين من حقيقة دعوة الزعيم الإيراني إلى الحرم الجامعي. رغم ذلك، خرج طلاب جامعة كولومبيا بأعداد كبيرة للاستماع إلى الخطاب في الساحة الجنوبية. وقدر عدد الطلاب الجامعيين والخريجين الذين حضروا هذه المناسبة التاريخية بنحو 2500 طالب.

### الجدل حول تدريب ضباط الاحتياط
بدءًا من عام 1969، أثناء حرب فيتنام، لم تسمح الجامعة للجيش الأمريكي بإقامة برامج فيلق تدريب ضباط الاحتياط (ROTC) في الحرم الجامعي، على الرغم من أن طلاب كولومبيا يمكنهم المشاركة في برامج ROTC في الكليات والجامعات المحلية الأخرى. في منتدى في الجامعة أثناء الحملة الانتخابية الرئاسية لعام 2008 ، قال كل من جون ماكين وباراك أوباما إن الجامعة يجب أن تفكر في إعادة تأسيس برنامج تدريب ضباط الاحتياط في الحرم الجامعي. بعد المناقشة، صرح رئيس الجامعة، لي سي. بولينغر ، أنه لا يؤيد إعادة برنامج تدريب ضباط الاحتياط في جامعة كولومبيا، بسبب سياسات الجيش المناهضة للمثليين. في نوفمبر/تشرين الثاني 2008، عقدت هيئة طلاب جامعة كولومبيا استفتاءً حول مسألة ما إذا كان ينبغي دعوة برنامج تدريب ضباط الاحتياط إلى الحرم الجامعي أم لا، وكان الطلاب الذين صوتوا منقسمين بالتساوي تقريباً بشأن هذه القضية. لقد خسرت منظمة ROTC التصويت (الذي لم يكن ملزماً للإدارة، ولم يشمل طلاب الدراسات العليا، أو أعضاء هيئة التدريس، أو الخريجين) بجزء بسيط من النقطة المئوية.
في أبريل 2010، أثناء خطاب الأدميرال مايك مولن في جامعة كولومبيا، صرح الرئيس لي سي. بولينغر بأن برنامج تدريب ضباط الاحتياط سوف يُعاد إلى الحرم الجامعي إذا نجحت خطط الأدميرال لإلغاء سياسة " لا تسأل، لا تخبر". في فبراير/شباط 2011، خلال أحد الاجتماعات الثلاثة التي عقدت في قاعة المدينة بشأن حظر برنامج تدريب ضباط الاحتياط، تعرض الرقيب السابق في الجيش أنتوني ماشيك، الحائز على وسام القلب الأرجواني لإصابات تعرض لها أثناء خدمته في العراق، لاستهجان وهتافات غاضبة من بعض الطلاب أثناء إلقائه خطابًا يروج فيه لفكرة السماح لبرنامج تدريب ضباط الاحتياط في الحرم الجامعي.  في أبريل 2011، صوت مجلس شيوخ جامعة كولومبيا على الترحيب ببرنامج تدريب ضباط الاحتياط مرة أخرى في الحرم الجامعي. وقّع وزير البحرية راي مابوس ورئيس جامعة كولومبيا لي سي. بولينغر اتفاقية لإعادة برنامج تدريب ضباط الاحتياط البحري (NROTC) في كولومبيا لأول مرة منذ أكثر من 40 عامًا في 26 مايو 2011. تم توقيع الاتفاقية في حفل أقيم على متن السفينة الحربية USS Iwo Jima ، راسية في نيويورك لحضور أسبوع الأسطول السنوي للبحرية. 

### سحب الاستثمارات من السجون الخاصة
في فبراير 2014، وبعد معرفة أن الجامعة استثمرت أكثر من 10 ملايين دولار في صناعة السجون الخاصة، سلمت مجموعة من الطلاب خطابًا إلى مكتب الرئيس بولينغر يطلبون فيه عقد اجتماع وإطلاق حملة سحب الاستثمارات من سجون كولومبيا (CPD) رسميًا. اعتبارًا من 30 يونيو 2013 وكانت شركة كولومبيا تمتلك استثمارات في شركة Corrections Corporation of America ، وهي أكبر شركة سجون خاصة في الولايات المتحدة، وكذلك في شركة G4S ، وهي أكبر شركة أمنية متعددة الجنسيات في العالم. وطالب الطلاب الجامعة بالتخلص من هذه الممتلكات من الصناعة وفرض حظر على الاستثمارات المستقبلية في صناعة السجون الخاصة. بالتوافق مع حركة حياة السود مهمة المتنامية وفي محادثة مع الاهتمام المتزايد بالعرق ونظام السجن الجماعي ، استضاف نشطاء طلاب مركز كولومبيا للتنمية أحداثًا لزيادة الوعي بهذه القضية وعملوا على إشراك أعداد كبيرة من أعضاء مجتمع كولومبيا وويست هارلم في أنشطة الحملة. بعد ثمانية عشر شهرًا من التنظيم الذي قاده الطلاب، صوت مجلس أمناء جامعة كولومبيا لدعم العريضة الخاصة بسحب الاستثمارات من شركات السجون الخاصة، والتي تم تأكيدها لقادة الطلاب في 22 يونيو 2015. كانت حملة سحب الاستثمارات من سجن كولومبيا هي الحملة الأولى التي نجحت في إقناع جامعة أمريكية بسحب استثماراتها من صناعة السجون الخاصة.

### إضراب الرسوم الدراسية لعام 2021
في يناير 2021، بدأ أكثر من 1000 طالب بجامعة كولومبيا إضرابًا عن الرسوم الدراسية، مطالبين الجامعة بخفض معدلات الرسوم الدراسية بنسبة 10٪ وسط الأعباء المالية والانتقال إلى الفصول الدراسية عبر الإنترنت بسبب جائحة كوفيد-19. كانت الرسوم الدراسية للطلاب الجامعيين في ذلك الوقت 58920 دولارًا أمريكيًا للعام الدراسي، مع تجاوز التكلفة الإجمالية 80000 دولار أمريكي عندما تم احتساب النفقات بما في ذلك الرسوم والسكن والطعام والكتب والسفر. كان هذا أكبر إضراب للرسوم الدراسية في جامعة أمريكية منذ ما يقرب من 50 عامًا. صرح الطلاب أنهم حصلوا على عدد من التنازلات، حيث أعلنت الجامعة أنها ستقوم بتجميد الرسوم الدراسية، وتعليق الرسوم على المدفوعات المتأخرة، وزيادة المساعدات المالية الربيعية وتوفير كمية محدودة من المنح الصيفية. ومع ذلك، صرح متحدث باسم الجامعة بأن القرارات صدرت قبل عدة أشهر من الإضراب. كما طلب الطلاب من الجامعة إنهاء توسعها وتطويرها في غرب هارلم ‏ ، وسحب التمويل من قوة شرطة الجامعة، والتخلص من استثماراتها في شركات النفط والغاز، والمساومة بحسن نية مع نقابات الحرم الجامعي. أعلنت الجامعة في فبراير 2021 أن مجلس الأمناء قد صادق أخيرًا على التزامه بالانسحاب من شركات النفط والغاز المدرجة في البورصة.  تم تنظيم الإضراب إلى حد كبير من قبل فرع الحرم الجامعي للاشتراكيين الديمقراطيين الشباب في أمريكا ، والذي تعاون مع مجموعات طلابية أخرى لدعم العمل.

### إضراب طلاب الدراسات العليا
بدءًا من مارس 2021، بدأ أعضاء اتحاد عمال الطلاب في كولومبيا - اتحاد عمال السيارات المتحد، وهو اتحاد طلابي للموظفين، إضرابًا بسبب قضايا تتعلق بتأمين عقد عمل مع الجامعة. وانتهى الإضراب للمرة الأولى في 13 مايو 2021. في أعقاب انتهاء الإضراب، في 3 يوليو/تموز، تم انتخاب قادة جدد للنقابة الذين وعدوا بمواصلة الضغط من أجل التوصل إلى عقد عمل مع الجامعة. وبدأ الإضراب الثاني في 3 نوفمبر/تشرين الثاني 2021، وانتهى في 7 يناير/كانون الثاني 2022.

### مخيم التضامن مع غزة، وقاعة هند، واحتجاجات التضامن مع فلسطين في الحرم الجامعي خلال حرب غزة
وقعت سلسلة من الاحتجاجات والمخيمات والاحتلالات التي قام بها طلاب مؤيدون لفلسطين في جامعة كولومبيا في مدينة نيويورك أثناء حرب غزة ، في سياق الاحتجاجات الأوسع نطاقًا لحرب غزة في الولايات المتحدة. بدأت الاحتجاجات في 12 أكتوبر 2023، وبلغت ذروتها في مخيم التضامن مع غزة الذي بدأ في 17 أكتوبر 2024 واحتلال قاعة هيند لقاعة هاملتون. سعت الاحتجاجات إلى وقف الدعم المالي الذي تقدمه جامعة كولومبيا لإسرائيل. في 18 أبريل، سمحت رئيسة الجامعة نعمت شفيق لشرطة نيويورك بدخول الحرم الجامعي وإزالة الطلاب المحتجين من المخيم. ومع ذلك، أعيد إنشاء المخيم وأدى عمل الشرطة في جامعة كولومبيا إلى احتجاجات مماثلة في جامعات أخرى. في 29 أبريل، أصدر شفيق بيانًا قال فيه إنه على الرغم من مطالب المحتجين، فإن الجامعة لن تسحب استثماراتها من إسرائيل. قد أدت المعسكرات في كولومبيا إلى انتشار معسكرات التضامن مع فلسطين في أكثر من 180 جامعة حول العالم. 